# Teleogryllus xanthoneuroides
Teleogryllus xanthoneuroides är en insektsart som först beskrevs av Lucien Chopard 1932.  Teleogryllus xanthoneuroides ingår i släktet Teleogryllus och familjen syrsor. Inga underarter finns listade i Catalogue of Life.